# Franco Salvotti
Franco Salvotti (Brescia, 19 settembre 1916 – Milano, 23 gennaio 2001) è stato un pittore e scultore italiano.
Artista figurativo, in pittura è stato allievo di Pasini, Ronchi e Rizzi, mentre ha studiato scultura con Lusetti, perfezionandosi poi a Parigi con Breton.
Appena ventenne si pone in luce nell'ambiente artistico italiano nel 1937 in mostre dedicate ai giovani artisti. È quindi invitato a collettive in Argentina, Danimarca, Francia, Svizzera e Inghilterra.
Nell'immediato dopoguerra , nel 1946, inizia ad esporre in proprie personali: è dapprima nella sua città natale e a Bergamo; poi a Firenze, Milano, Roma e Zurigo. 

Nel 1947 espone ad Iseo, nel 1948 prende parte alla mostra d'arte sacra di Padova, alla Permanente e all'Angelicum di Milano, al "Premio The Ambassador" a Londra nel 1950. 

Negli anni '50 si trasferisce a Milano.
Si dedica anche all'insegnamento e alla critica d'arte.
La sua tematica artistica è principalmente dedicata al ritratto e al paesaggio ottenuti trattando il colore ad olio in una maniera molto personale. 
Oltre al tema del paesaggio lombardo e a vedute di laguna veneta, si dedica anche a vedute parigine, soprattutto di Montmartre, come anche quelle delle isole mediterranee e della Spagna.